# Kiespijn (televisieprogramma)
Kiespijn is een Nederlands satirisch televisieprogramma in de vorm van een quiz, dat sinds 21 februari 2021 rond verkiezingen wordt uitgezonden door de NTR op NPO 3. De presentatie is in handen van Diederik Ebbinge. Het wordt uitgezonden op de vier zondagen voor de verkiezingen en de zondag erna. Als er vervroegde Tweede Kamerverkiezingen zijn als gevolg van de val van een kabinet wordt het programma ook rond deze verkiezingen uitgezonden. Het wordt bovendien niet alleen rond Nederlandse verkiezingen, maar ook rond de verkiezingen voor het Europees Parlement uitgezonden.

## Spelverloop
De quiz staat in het teken van verkiezingen. De kandidaten moeten vooraf een stemwijzer invullen om te bepalen of ze politiek links of rechts zijn. Ben je links, dan kom je in het team van Hanneke Groenteman terecht. Ben je rechts, dan kom je in het team van Rutger Castricum. Diederik Ebbinge zelf kiest geen van beide kanten en speelt het 'redelijke midden'. Om te bepalen wie er mag beginnen, laat Gijs Rademaker een recente peiling zien. Wie op dat moment de meeste zetels telt, mag beginnen. In elke aflevering komt de politieke voorkeur van Hanneke en Rutger meermaals op ludieke wijze aan bod: zo drinkt Rutgers team regelmatig champagne of pakken ze uit met  hun vleesconsumptie, Hannekes team drinkt dan weer een kop kruidenthee en draagt grijze wollen sokken. Ook de antwoordknoppen van elk team zijn geïnspireerd op hun politieke voorkeur.

## Geschiedenis

### Seizoen 1 (Tweede Kamerverkiezingen 2021)
Het eerste seizoen van Kiespijn stond in het teken van de Tweede Kamerverkiezingen van 2021. De eerste aflevering werd uitgezonden op 21 februari 2021 en de laatste op 14 maart 2021. Team Rechts won dit seizoen met 3 punten, tegenover team Links met, die slechts 1 punt won. Elke aflevering haalde gemiddeld 529.000 kijkers. Seizoen 1 is ook het eerste seizoen waarin de meeste rondes gebruikt werden, de eenmalig in het programma voorkwamen.

### Seizoen 2 (Gemeenteraadsverkiezingen 2022)
In 2022 werd het tweede seizoen van Kiespijn uitgezonden, in verband met de Gemeenteraadsverkiezingen. De kijkcijfers waren in vergelijking met seizoen 1 lager, namelijk gemiddeld 298.000 kijkers. Oorspronkelijk had het seizoen vier afleveringen, maar het werden er vijf nadat er een gelijkspel ontstond. Team Links won het tweede seizoen met 3 punten, Rechts haalde 2 punten. Speciale rondes in dit seizoen waren o.a. de instap- en opstapronde en de sloganronde.
In het tweede seizoen ontstond er een incident. Esma Kendir, die te gast was in het programma, had namelijk geklaagd een mislukte grap van Rutger Castricum over haar hoofddoek, die vervolgens uit de uitzending eruit geknipt was. Kendir zei dat ze 'verbijsterd' was dat de grap uitgeknipt was. Verantwoordelijke omroep NTR bood hierover haar excuses aan.

### Seizoen 3 (Provinciale Statenverkiezingen 2023enWaterschapsverkiezingen 2023)
Begin 2023 begon Kiespijn aan haar derde seizoen. Het seizoen stond in het teken van de Provinciale Staten en de Waterschapsverkiezingen. Ook dit seizoen had vijf afleveringen, wederom vanwege een gelijke stand. Rondes die in dit seizoen werden geïntroduceerd zijn Flinke Slinger en de ronde Identiteitspolitiek. Team Links won dit seizoen wederom met 3 punten. Gemiddeld behaalde het programma 272.000 kijkers.

### Seizoen 4 (Tweede Kamerverkiezingen 2023)
In het najaar van 2023 keerde Kiespijn terug, vanwege de vervroegde Tweede Kamerverkiezingen van 22 november. Gemiddeld behaalde het seizoen meer kijkers dan voorgaande seizoenen, namelijk 453.000 kijkers. Dit seizoen bestond ook uit vijf afleveringen, vanwege een gelijke stand in de punten. Dit keer won team Rechts met 3 punten het seizoen.

### Seizoen 5 (Europese Parlementsverkiezingen 2024)
Het vierde seizoen van Kiespijn begon op 12 mei 2024. Het seizoen stond dit keer in het teken van de Europese Parlementsverkiezingen. Het seizoen behaalde gemiddeld 215.000 kijkers. Het seizoen bestond uit vier afleveringen. De stand was gelijk, zowel team Rechts als team Links behaalde in dit seizoen 2 punten.

## Spelonderdelen

### Seizoen 1

#### Ronde 1
Doormorfen: De kandidaten krijgen een afbeelding te zien van iets of iemand die in een bekende Nederlandse politicus verandert. De kandidaten moeten  raden wie het is. Elk goed antwoord is 5 punten waard. Deze ronde begint nadat Diederik "Doormorfen!" heeft gezegd.

#### Ronde 2
SM-ronde: De kandidaten krijgen vier socialmedia-uitingen te zien en drie politici met de vraag: welke politicus hoort bij welk socialmedia-uiting? Elk goed antwoord is 20 punten waard, maar heeft een team een vraag fout, dan gaan de punten naar de tegenstander.

#### Ronde 3
Déjà vu: Ieder team krijgt een fragment van een opmerkelijk of anderszins memorabel moment van de afgelopen campagneweek te zien, dat een beetje deed denken aan een memorabel moment uit de parlementaire geschiedenis. En daar stelt Diederik een vraag over. Elk goed antwoord is 11 punten waard.

#### Ronde 4
Hokjesgeest: De kandidaten krijgen 4 personen te zien die zich voordoen als iemand die meedoet aan de verkiezing, een van die personen is de kandidaat zelf. Beide teams mogen overleggen en vragen stellen aan de personen. De echte persoon mag dan binnen 30 seconden reclame maken voor zijn/haar partij. Elk goed antwoord is 1 punt waard.

#### Ronde 5
Inzoomen: De kandidaten krijgen een programmapunt te zien met de vraag: bij welke persoon van welke partij hoort dit punt? Elk goed antwoord is 10 punten waard.

#### Ronde 6/Finaleronde
Vragenvuurtje: De punten die de teams hebben verdiend veranderen in secondes. Elk team krijgt een stapel kaartjes met daarop begrippen of namen uit de politiek. Een panellid van beide teams moet dat omschrijven, zodat de  medekandidaten het kunnen raden. Ze mogen niet de echte naam zeggen, ze mogen geen rijmwoorden gebruiken en ze mogen ook niet zingen. Het team dat binnen de secondes de meeste kaartjes weet te raden wint de aflevering en gaat naar huis met het enige echte Kiespijn-stempotlood. Het team met de meeste punten/secondes mag beginnen.

### Seizoen 2

#### Ronde 1
Doormorfen: De kandidaten krijgen een afbeelding te zien van iets of iemand die in een bekende Nederlandse politicus verandert. De kandidaten moeten dan raden wie het is. Elk goed antwoord is 5 punten waard. Deze ronde begint nadat Diederik "Doormorfen!" heeft gezegd.

#### Ronde 2
Hokjesgeest: De kandidaten krijgen 4 personen te zien die zich voordoen als iemand die meedoet aan de verkiezing, een van die personen is de kandidaat zelf. Beide teams mogen overleggen en vragen stellen aan de personen. De echte persoon mag dan binnen 30 seconden reclame maken voor zijn/haar partij. Elk goed antwoord is 1 punt waard.

#### Ronde 3
Instapronde: De kandidaten krijgen vragen over de lokale politiek en moeten door middel van overleg een antwoord raden. Elk goed antwoord is 10 punten waard.

#### Ronde 4
Opstapronde: De kandidaten krijgen een filmpje te zien van een bekende landelijke politicus die vroeger in de lokale politiek zat. De kandidaten moeten raden in welke gemeente hij/zij campagne voerde. Elk goed antwoord is 10 punten waard.

#### Ronde 5
Campagneronde: De kandidaten krijgen campagnefilmpjes te zien van lokale partijen en landelijke partijen die meedoen in een gemeente. De kandidaten moeten raden in welke gemeente dit campagnefilmpje vertoond is. Elk goed antwoord is 5 punten waard.

#### Ronde 6
Sloganronde: De kandidaten krijgen een gemeente te zien met de vraag: Welke van deze slogans zijn de echte gemeenteslogans? Elk goed antwoord is 15 punten waard.

#### Ronde 7/Finaleronde
Vragenvuurtje: De punten die de teams verdiend hebben veranderen in secondes. Elk team krijgt een stapel kaartjes met daarop begrippen of namen uit de politiek. Één panellid van beide teams moet dat omschrijven, zodat de  medekandidaten het kunnen raden. Ze mogen niet de echte naam zeggen, ze mogen geen rijmwoorden gebruiken en ze mogen ook niet zingen. Het team dat binnen de secondes de meeste kaartjes weten te raden wint de aflevering en gaat naar huis met het enige echte Kiespijn-stempotlood. Het team met de meeste punten/secondes mag beginnen.

### Seizoen 3

#### Ronde 1
Opwarmronde: De kandidaten krijgen van Diederik een vraag over de verkiezingen. De bedoeling is dat de kandidaten snel antwoord moeten geven. Wie het goede antwoord geeft, krijgt punten. Elk goed antwoord is 5 punten waard.

#### Ronde 2
Flinke Slinger: Een van de kandidaten moet aan het grote rad draaien waar 12 provincies op staan. Als het rad stopt met draaien en een provincie heeft gekozen, dan wordt er een vraag gesteld over die provincie. Elk goed antwoord is 15 punten waard.

#### Ronde 3
Doormorfen: De kandidaten krijgen een afbeelding te zien van iets of iemand die in een bekende Nederlandse politicus verandert. De kandidaten moeten dan raden wie het is. Elk goed antwoord is 5 punten waard. Deze ronde begint nadat Diederik "Doormorfen!" heeft gezegd.

#### Ronde 4
Hokjesgeest: De kandidaten krijgen 4 personen te zien die zich voordoen als iemand die meedoet aan de verkiezing, een van die personen is de kandidaat zelf. Beide teams mogen overleggen en vragen stellen aan de personen. De echte persoon mag dan binnen 30 seconden reclame maken voor zijn/haar partij. Elk goed antwoord is 1 punt waard.

#### Ronde 5
Voorkeurstemmen: De kandidaten krijgen beide een audio-opname van een bekende Nederlander te horen die onherkenbaar is gemaakt. De taak voor de kandidaten is dat ze moeten raden wie de stem is. Elk goed antwoord is 10 punten waard.

#### Ronde 6
Identiteitspolitiek: De kandidaten krijgen vragen over verschillende provincies. De vraag kan gaan over een provinciale volkslied, vlag of over een waterschap. De kandidaten die het goede antwoord wisten, die krijgen punten. Elk goed antwoord is 10 punten waard.

#### Ronde 7/Finaleronde
Vragenvuurtje: De punten die de teams verdiend hebben veranderen in secondes. Elk team krijgt een stapel kaartjes met daarop begrippen of namen uit de politiek. Één panellid van beide teams moet dat omschrijven, zodat de  medekandidaten het kunnen raden. Ze mogen niet de echte naam zeggen, ze mogen geen rijmwoorden gebruiken en ze mogen ook niet zingen. Het team dat binnen de secondes de meeste kaartjes weten te raden wint de aflevering en gaat naar huis met het enige echte Kiespijn-stempotlood. Het team met de meeste punten/secondes mag beginnen.

### Seizoen 4

#### Ronde 1
Opwarmronde: De kandidaten krijgen van Diederik een vraag over de verkiezingen. De bedoeling is is dat de kandidaten snel antwoord moeten geven. Wie het goede antwoord geeft, krijgt punten. Elk goed antwoord is 5 punten waard.

#### Ronde 2
Laatste woord: Politici geven in campagnetijd veel interviews aan kranten en nieuwswebsites. In de ronde 'Laatste Woord' verschijnt een zin die ooit door een politicus is gezegd tijdens z'n interview. Er ontbreekt alleen een woord. De vraag aan de kandidaten is dan welk woord, volgens hun, op die plek hoort te staan. Elk goed antwoord is 10 punten waard.

#### Ronde 3
Inzoomen: De kandidaten krijgen een programmapunt te zien met de vraag: bij welke persoon van welke partij hoort dit punt? Elk goed antwoord is 10 punten waard.

#### Ronde 4
Doormorfen: De kandidaten krijgen een afbeelding te zien van iets of iemand die in een bekende Nederlandse politicus verandert. De kandidaten moeten dan raden wie het is. Elk goed antwoord is 5 punten waard. Deze ronde begint nadat Diederik "Doormorfen!" heeft gezegd.

#### Ronde 5
Hokjesgeest: Speciaal voor dit seizoen is de ronde 'Hokjesgeest' aangepast. In plaats dat de kandidaten 4 personen te zien krijgen, moeten ze nu de persoon proberen te vinden in het publiek. Elk team mag twee personen uit het publiek kiezen. Als een echte kandidaat door een team goed geraden is, krijgt dat team een punt. De echte kandidaat mag dan binnen 30 seconden reclame maken voor zijn/haar partij. Elk goed antwoord is 1 punt waard.

#### Ronde 6
Flinke Slinger: Deze ronde kreeg in seizoen 4 verschillende namen zoals De Schijf van Gijs, Rad van Rademaker, Rademakers Roulette en Gijs' Slingerparadijs. Een van de kandidaten moet aan het grote rad draaien waar 7 verkiezingsthema's op staan. Als het rad stopt met draaien en een thema is uitgekozen, dan wordt er een vraag gesteld over dat thema. In de laatste aflevering van seizoen 4 werden de verkiezingsthema's vervangen voor de verkiezingsuitslag. Elk goed antwoord is 15 punten waard.

#### Ronde 7/Finaleronde
Vragenvuurtje: De punten die de teams verdiend hebben veranderen in secondes. Elk team krijgt een stapel kaartjes met daarop begrippen of namen uit de politiek. Één panellid van beide teams moet dat omschrijven, zodat de  medekandidaten het kunnen raden. Ze mogen niet de echte naam zeggen, ze mogen geen rijmwoorden gebruiken en ze mogen ook niet zingen. Het team dat binnen de secondes de meeste kaartjes weten te raden wint de aflevering en gaat naar huis met het enige echte Kiespijn-stempotlood. Het team met de meeste punten/secondes mag beginnen.

### Seizoen 5
De quiz begint eerst met korte, snelle vragen, die te maken hebben met de Europese verkiezingen. Elk team moet de vragen goed en snel beantwoorden. Elk goed antwoord is 1 punt waard.

#### Ronde 1
Opwarmronde: De kandidaten krijgen van Diederik een vraag over de verkiezingen. De bedoeling is is dat de kandidaten snel antwoord moeten geven. Wie het goede antwoord geeft, krijgt punten. Elk goed antwoord is 5 punten waard.

#### Ronde 2
Laatste woord: In de ronde 'Laatste Woord' verschijnt er een krantenkop van een artikel, die gaat over de Europese verkiezingen. Er ontbreekt alleen een woord. De vraag aan de kandidaten is dan welk woord, volgens hun, op die plek hoort te staan. In de laatste aflevering werden de krantenkoppen vervangen voor de verkiezingsprogramma's. Elk goed antwoord is 10 punten waard.

#### Ronde 3
Doormorfen: De kandidaten krijgen een afbeelding te zien van iets of iemand die in een bekende Nederlandse/Europese politicus verandert. De kandidaten moeten dan raden wie het is. Elk goed antwoord is 5 punten waard. Deze ronde begint nadat Diederik "Doormorfen!" heeft gezegd.

#### Ronde 4
Hokjesgeest: De kandidaten krijgen 4 personen te zien die zich voordoen als iemand die meedoet aan de verkiezing, een van die personen is de kandidaat zelf. Beide teams mogen overleggen en vragen stellen aan de personen. De echte persoon mag dan binnen 30 seconden reclame maken voor zijn/haar partij. Elk goed antwoord is 1 punt waard.

#### Ronde 5
Flinke Slinger: Een van de kandidaten moet aan het grote rad draaien waar de vlaggen van alle 27 lidstaten op staan. Als het rad stopt met draaien en een land is uitgekozen, dan wordt er een vraag gesteld over dat land. Elk goed antwoord is 15 punten waard.

#### Ronde 6/Finaleronde
Vragenvuurtje: De punten die de teams verdiend hebben veranderen in secondes. Elk team krijgt een stapel kaartjes met daarop begrippen of namen uit de politiek. Één panellid van beide teams moet dat omschrijven, zodat de medekandidaten het kunnen raden. Ze mogen niet de echte naam zeggen, ze mogen geen rijmwoorden gebruiken en ze mogen ook niet zingen. Het team dat binnen de secondes de meeste kaartjes weten te raden wint de aflevering en gaat naar huis met het enige echte Kiespijn-stempotlood. Het team met de meeste punten/secondes mag beginnen.

## Een- of voormalige onderdelen

### Theorie-examen (S01, A01, Ronde 3)
De kandidaten krijgen allemaal een foto te zien, en Diederik stelt een vraag waarop het antwoord links of rechts is. De kandidaten steken hun linkerhand op als het links is en hun rechterhand als het rechts is. Elk goed antwoord is 5 punten waard. Deze ronde is alleen in de eerste aflevering gebruikt en keerde daarna niet meer terug.

### Drie Tegen Drie (S01, A04, Ronde 1)
Elke kandidaat noemt om de beurt een thema, waarvan hij/zij denkt dat het in de top 5 staat van de belangrijkste thema's bij de Nederlandse kiezer. Vervolgens laat Gijs zien of het goed is. Hoe hoger het thema in de top 5 staat, hoe meer punten het oplevert. Het thema dat op 1 stond was 25 punten waard, het 2de 20 punten, het 3de 15 punten, het 4de 10 punten en het laatste thema was 5 punten waard. Deze ronde is alleen in de vierde aflevering gebruikt en keerde daarna niet meer terug.

### Muziekronde (S01, A04, Ronde 2)
De verkiezingsavond is een avond waarop sinds een jaar of tien opeens alle lijsttrekkers heel Amerikaans opkomen met een hip muziekje, waar door het campagneteam maandenlang goed over is nagedacht. De kandidaten krijgen een deuntje te horen en wie weet welke partij dat nummer heeft gebruikt, tijdens de verkiezingsavond, drukt op de knop. Elke vraag is 10 punten waard. Deze ronde is alleen in de vierde aflevering gebruikt en keerde daarna niet meer terug.

### Ereronde (S02, A05, Ronde 1 | S03, A05, Ronde 2)
De kandidaten krijgen opnieuw vragen over de lokale politiek, maar deze keer over de resultaten. Elk goed antwoord is 5 punten waard. Deze ronde is alleen in de vijfde aflevering gebruikt en keerde weer terug in seizoen 3. De ronde is daarna niet meer terug in het spel gekomen.

### Stempassen (S02, A05, Ronde 2)
De kandidaten krijgen beelden te zien van mensen die wel of niet gingen stemmen. De kandidaten moeten raden waarom hij/zij wel/niet ging stemmen. Deze ronde is alleen in de vijfde aflevering gebruikt en keerde daarna niet meer terug.

### Uitloopronde (S03, A05, Ronde 1)
De regels voor de uitloopronde zijn bijna identiek van de opwarmronde. De kandidaten krijgen van Diederik een vraag over de verkiezingen. De bedoeling is is dat de kandidaten snel antwoord moeten geven. Wie het goede antwoord geeft, krijgt punten. Elk antwoord is 5 punten waard. Deze ronde is alleen in aflevering 5 van seizoen 3 gebruikt en kwam daarna niet meer terug.

### Laten we leuk beginnen (S04, A05, Ronde 1)
Deze ronde is bedoeld om het spel leuk te laten beginnen. In deze ronde worden gewoon algemeen vragen gesteld, die te maken hebben met de verkiezingsuitslag. Elk goed antwoord is 2 punten waard. Deze ronde is alleen in aflevering 5 van seizoen 4 gebruikt en kwam daarna niet meer terug.

## Lijst met afleveringen

### Seizoen 1
| Afl. (seizoen) | Afl. (serie)  | Datum            | Kandidaten                                                                                   | Winnende Team | Kijkcijfers |
| --- | ------------- | ---------------- | -------------------------------------------------------------------------------------------- | ------------- | ----------- |
| 1 | 1             | 21 februari 2021 | Team Links: Sinan Can en Raven van Dorst Team Rechts: Arno Kantelberg en Maaike Timmerman    | Team Rechts   | 533.000     |
| 2 | 2             | 28 februari 2021 | Team Links: Emma Wortelboer en Sahil Amar Aïssa Team Rechts: Frits Huffnagel en Shelly Sterk | Team Rechts   | 535.000     |
| 3 | 3             | 7 maart 2021     | Team Links: Lucky Fonz III en Tatum Dagelet Team Rechts: Bridget Maasland en Debby Gerritsen | Team Rechts   | 479.000     |
| 4 | 4             | 14 maart 2021    | Team Links: Lakshmi en Thomas van Luyn Team Rechts: Hilde Wendel en Fred Teeven              | Team Links    | 567.000     |
| Uitslag Seizoen 1 |               |                  |                                                                                              |               |             |
| \| \| \| \| \| \| \| \| 💲Team Rechts \| 3 - 1 \| Team Links 🌹 \| \| \| \| \| \| \| \| \| \| \| \| \| \| \| \| \| \| \| \| \| \| \| \| \| \| |               |                  |                                                                                              |               |             |
| |               |                  |                                                                                              |               |             |
| | 💲Team Rechts | 3 - 1            | Team Links 🌹                                                                                |               |             |
| |               |                  |                                                                                              |               |             |
| |               |                  |                                                                                              |               |             |
| |               |                  |                                                                                              |               |             |
| |               |                  |                                                                                              |               |             |

### Seizoen 2
| Afl. (seizoen) | Afl. (serie)  | Datum            | Kandidaten                                                                                    | Winnende Team | Kijkcijfers |
| --- | ------------- | ---------------- | --------------------------------------------------------------------------------------------- | ------------- | ----------- |
| 1 | 5             | 20 februari 2022 | Team Links: Dzifa Kusenuh en Dolf Jansen Team Rechts: Sjuul Paradijs en Iris van Lunenburg    | Team Links    | 297.000     |
| 2 | 6             | 27 februari 2022 | Team Links: Mischa Blok en Eva Eikhout Team Rechts: Klaas Dijkhoff en Claire Stenger          | Team Links    | 224.000     |
| 3 | 7             | 6 maart 2022     | Team Links: Sosha Duysker en Paul de Leeuw Team Rechts: Dwight van van de Vijver en Ton Elias | Team Rechts   | 293.000     |
| 4 | 8             | 13 maart 2022    | Team Links: Yeliz Çiçek en Eric Corton Team Rechts: Jaap Reesema en Kim Kötter                | Team Rechts   | 264.000     |
| 5 | 9             | 20 maart 2022    | Team Links: Yesim Candan en Paulien Cornelisse Team Rechts: Johan Derksen en Leonie ter Braak | Team Links    | 411.000     |
| Uitslag Seizoen 2 |               |                  |                                                                                               |               |             |
| \| \| \| \| \| \| \| \| 💲Team Rechts \| 2 - 3 \| Team Links 🌹 \| \| \| \| \| \| \| \| \| \| \| \| \| \| \| \| \| \| \| \| \| \| \| \| \| \| |               |                  |                                                                                               |               |             |
| |               |                  |                                                                                               |               |             |
| | 💲Team Rechts | 2 - 3            | Team Links 🌹                                                                                 |               |             |
| |               |                  |                                                                                               |               |             |
| |               |                  |                                                                                               |               |             |
| |               |                  |                                                                                               |               |             |
| |               |                  |                                                                                               |               |             |

### Seizoen 3
| Afl. (seizoen) | Afl. (serie)  | Datum            | Kandidaten                                                                                         | Winnende Team | Kijkcijfers |
| --- | ------------- | ---------------- | -------------------------------------------------------------------------------------------------- | ------------- | ----------- |
| 1 | 10            | 19 februari 2023 | Team Links: Mei Li Vos en Johan Fretz Team Rechts: Sander Lantinga en Mona Keijzer                 | Team Links    | 258.000     |
| 2 | 11            | 26 februari 2023 | Team Links: Hannah Prins en Sieger Sloot Team Rechts: Henk Krol en Sylvana IJsselmuiden            | Team Links    | 277.000     |
| 3 | 12            | 5 maart 2023     | Team Links: Milouska Meulens en Martin Rombouts Team Rechts: Martijn Koning en Kristel Groenenboom | Team Rechts   | 270.000     |
| 4 | 13            | 12 maart 2023    | Team Links: Emine Uğur en Teun van de Keuken Team Rechts: Jort Kelder en Elif Isitman              | Team Rechts   | 270.000     |
| 5 | 14            | 19 maart 2023    | Team Links: Marjolein Moorman en Karim Amghar Team Rechts: Martijn de Greve en Aylin Bilic         | Team Links    | 287.000     |
| Uitslag Seizoen 3 |               |                  | |               |             |
| \| \| \| \| \| \| \| \| 💲Team Rechts \| 2 - 3 \| Team Links 🌹 \| \| \| \| \| \| \| \| \| \| \| \| \| \| \| \| \| \| \| \| \| \| \| \| \| \| |               |                  | |               |             |
| |               |                  | |               |             |
| | 💲Team Rechts | 2 - 3            | Team Links 🌹                                                                                      |               |             |
| |               |                  | |               |             |
| |               |                  | |               |             |
| |               |                  | |               |             |
| |               |                  | |               |             |

### Seizoen 4
| Afl. (seizoen) | Afl. (serie)  | Datum            | Kandidaten                                                                                        | Winnende Team | Kijkcijfers |
| --- | ------------- | ---------------- | ------------------------------------------------------------------------------------------------- | ------------- | ----------- |
| 1 | 15            | 29 oktober 2023  | Team Links: Annefleur Schipper en Dolf Jansen Team Rechts: Frits Huffnagel en Olcay Gulsen        | Team Rechts   | 409.000     |
| 2 | 16            | 5 november 2023  | Team Links: Nora Akachar en Sanne Wallis de Vries Team Rechts: Sjuul Paradijs en Mauk Bresser     | Team Rechts   | 391.000     |
| 3 | 17            | 12 november 2023 | Team Links: Renske Leijten en Jeroen Pauw Team Rechts: Nabil Aoulad Ayad en Raymond Mens          | Team Links    | 577.000     |
| 4 | 18            | 19 november 2023 | Team Links: Georgina Verbaan en Alexander Pechtold Team Rechts: Fred Teeven en Iris van Lunenburg | Team Links    | 499.000     |
| 5 | 19            | 26 november 2023 | Team Links: Bas Heijne en Karim Amghar Team Rechts: Hero Brinkman en Jeroen van Wijngaarden       | Team Rechts   | 387.000     |
| Uitslag Seizoen 4 |               |                  |                                                                                                   |               |             |
| \| \| \| \| \| \| \| \| 💲Team Rechts \| 3 - 2 \| Team Links 🌹 \| \| \| \| \| \| \| \| \| \| \| \| \| \| \| \| \| \| \| \| \| \| \| \| \| \| |               |                  |                                                                                                   |               |             |
| |               |                  |                                                                                                   |               |             |
| | 💲Team Rechts | 3 - 2            | Team Links 🌹                                                                                     |               |             |
| |               |                  |                                                                                                   |               |             |
| |               |                  |                                                                                                   |               |             |
| |               |                  |                                                                                                   |               |             |
| |               |                  |                                                                                                   |               |             |

### Seizoen 5
| Afl. (seizoen) | Afl. (serie)  | Datum       | Kandidaten                                                                                      | Winnende Team | Kijkcijfers |
| --- | ------------- | ----------- | ----------------------------------------------------------------------------------------------- | ------------- | ----------- |
| 1 | 20            | 12 mei 2024 | Team Links: Agnes Jongerius en Dolf Jansen Team Rechts: Wouter de Winther en Iris van Lunenburg | Team Rechts   | 232.000     |
| 2 | 21            | 19 mei 2024 | Team Links: Annefleur Schipper en Bas Heijne Team Rechts: Frits Huffnagel en Mauk Bresser       | Team Rechts   | 223.000     |
| 3 | 22            | 26 mei 2024 | Team Links: Renske Leijten en Dzifa Kusenuh Team Rechts: Bart Groothuis en Lucille Werner       | Team Links    | 187.000     |
| 4 | 23            | 2 juni 2024 | Team Links: Marjolein Moorman en Lilian Marijnissen Team Rechts: Job Knoester en Raymond Mens   | Team Links    | 217.000     |
| Uitslag Seizoen 4 |               |             |                                                                                                 |               |             |
| \| \| \| \| \| \| \| \| 💲Team Rechts \| 2 - 2 \| Team Links 🌹 \| \| \| \| \| \| \| \| \| \| \| \| \| \| \| \| \| \| \| \| \| \| \| \| \| \| |               |             |                                                                                                 |               |             |
| |               |             |                                                                                                 |               |             |
| | 💲Team Rechts | 2 - 2       | Team Links 🌹                                                                                   |               |             |
| |               |             |                                                                                                 |               |             |
| |               |             |                                                                                                 |               |             |
| |               |             |                                                                                                 |               |             |
| |               |             |                                                                                                 |               |             |

## Ontvangst en kritiek
De quiz kreeg lovende reacties. Het programma kreeg met name veel aandacht in de SBS-talkshow Vandaag Inside, waarin Johan Derksen het eerst opnam voor het programma. Een week later maakte Derksen bekend deel te nemen aan het programma. Daarnaast kwam er kritiek over de buitensporige hulp die Diederik Ebbinge aan sommige kandidaten zou geven.